# إد غليك
إد غليك (بالإنجليزية: Ed Glick)‏ هو لاعب كرة قدم أمريكية أمريكي، ولد في 23 أبريل 1900 في مارينيت في الولايات المتحدة، وتوفي في 13 أغسطس 1976 في دي بير في الولايات المتحدة.